# ميرغيم مافراي
ميرغيم مافراي (مواليد 9 يونيو 1986 في هاناو - ألمانيا الغربية) لاعب كرة قدم ألماني ذو أصول ألبانية يلعب حاليا لصالح نادي الدرجة الأولى بوخوم الألماني منذ 2007 في مركز قلب الدفاع. مثل منتخب ألبانيا لكرة القدم ولعب معه في بطولة أمم أوروبا لكرة القدم 2016.

## مسيرته الكروية
لعب ميرغيم مافراي خلال مسيرته الاحترافية مع 8 أندية في تسعة عشر موسمًا وسجل خلالها 7 أهداف ضمن 330 مباراة. ولم يفز بأي موسم بالكأس أو بالدوري.
خاض ميرغيم مافراي مسيرته مع نادي دارمشتات 98 في موسم 2005–06 ولمدة موسمين، مشاركًا في 38 مباراة سجل خلالها هدفين. ثم انتقل إلى نادي بوخوم في موسم 2007–08 ليلعب معه أربعة مواسم، حيث شارك في 65 مباراة سجل خلالها هدفًا واحدًا. لينتقل بعدها إلى نادي غرويتر فورت في موسم 2010–11 في المرة الأولى ليلعب معه أربعة مواسم ثم في موسم 2019–20 لمدة موسم واحد، مشاركًا طوالها في 128 مباراة سجل خلالها 3 أهداف. ثم انتقل إلى نادي كولن في موسم 2014–15 واستمر معه طيلة ثلاثة مواسم، مشاركًا في 43 مباراة ولم يسجل أي هدف. هذا وانتقل لاحقًا إلى نادي هامبورغ في موسم 2016–17 ولمدة موسمين، مشاركًا في 31 مباراة ولم يسجل أي هدف أيضًا. ثم انتقل بعدها إلى نادي إنغولشتات 04 في موسم 2018–19 لمدة موسم واحد، مشاركًا في 12 مباراة ولم يسجل أي هدف أيضًا.

## وصلات خارجية
- ميرغيم مافراي على موقع الاتحاد الأوربي (الإنجليزية)
- ميرغيم مافراي على موقع قاعدة بيانات كرة القدم.إي يو (الإنجليزية)
- ميرغيم مافراي على موقع بيانات كرة القدم. دي إي (الألمانية)
- ميرغيم مافراي على موقع ناشيونال فوتبول تيمز (الإنجليزية)
- ميرغيم مافراي على موقع Soccerway.com (الإنجليزية)
- ميرغيم مافراي على موقع عالم كرة القدم.نت (الإنجليزية)
- ميرغيم مافراي على موقع AS.com (الإسبانية)